# Aphis acaenovinae
Aphis acaenovinae är en insektsart. Aphis acaenovinae ingår i släktet Aphis och familjen långrörsbladlöss. Inga underarter finns listade i Catalogue of Life.